# O Amigo do Homem e da Pátria
O Amigo do Homem e da Pátria foi um jornal brasileiro editado em Porto Alegre.
Editado por  Tomás Inácio da Silveira e Claude Dubreuil, no formato 22x22, substituídos logo depois por Lourenço Júnior de Castro. Iniciou sua circulação em 3 de julho de 1829, encerrando suas atividades em 14 de agosto de 1830.